# Петер фон Кант
«Петер фон Кант» (фр. Peter von Kant) — художественный фильм французского режиссёра Франсуа Озона, премьера которого состоялась 10 февраля 2022 года на 72-м Берлинском кинофестивале. Главные роли в картине сыграли Дени Меноше, Ханна Шигулла и Изабель Аджани.

## Сюжет
Картина стала свободной интерпретацией фильма Райнера Вернера Фасбиндера «Горькие слёзы Петры фон Кант». Петра здесь превратилась в Петера — кинорежиссёра, наделённого чертами Фасбиндера и самого Озона. Этот персонаж живёт со своим помощником Карлом, который целиком ему предан. Петер влюбляется в молодого актёра Амира, становится его покровителем и даёт ему главную роль в своём очередном фильм. Однако тот сводит его с ума своей ревностью и в конце концов уходит к жене. Петер пытается восстановить отношения с Карлом, но и тот его бросает. В финале Петер смотрит в одиночестве фильм, снятый для Амира, и плачет.

## В ролях
- Дени Меноше — Петер фон Кант
- Ханна Шигулла — Розмари
- Изабель Аджани — Сидони фон Грассенаб
- Халиль Бен Гарбиа — Амир Бен Салем
- Аминте Одиар — Габриэль фон Кант

## Релиз и оценки
Премьерный показ картины состоялся 10 февраля 2022 года, на открытии 72-го Берлинского кинофестиваля.
На сайте-агрегаторе рецензий Rotten Tomatoes «Петер фон Кант» получил рейтинг 76 % со средней оценкой 6,8 из 10, на сайте Metacritic — 63 балла из 100. Российский критик Антон Долин охарактеризовал его как «исповедь о любви и мазохизме» и высоко оценил актёрскую работу Дени Меноше. Для обозревателя Forbes Натальи Серебряковой «Петер фон Кант» — «фильм-перевёртыш», в котором драматизм сюжета снижается из-за характерной для Озона водевильной подачи.